# 劳诺·迈基宁
劳诺·迈基宁（芬蘭語：Rauno Mäkinen，1931年1月22日—2010年9月9日），芬兰男子摔跤运动员。他曾代表芬兰参加1952年、1956年和1960年夏季奥林匹克运动会摔跤比赛，获得一枚金牌。